# Youssef Gaddour
Youssef Gaddour (in arabo يوسف قدور‎?; Monastir, 15 marzo 1990) è un ex cestista tunisino.

## Carriera
Con la Tunisia ha disputato i Giochi olimpici di Londra 2012.